# Portulaca amilis
Portulaca amilis, poznata kao paragvajski portulak, je vrsta portulaka porijeklom iz Južne Amerike. Uvezena je u jugoistočne SAD i druge zemlje diljem svijeta, a može se naći u pjeskovitom tlu na poremećenim područjima, uz ceste, polja, travnjake i vrtove.

## Opis
Izgledom je sličan Portulaca oleracea. Vrhovi lišća su oštri, a cvjetovi su obično ružičasti.

## Daljnje čitanje
- (engl.) Portulaca amilis (Paraguayan Purslane) : A Tropical Immigrant to North Carolina